# Lorena Cacciatore
Pour les articles homonymes, voir Cacciatore.
Lorena Cacciatore, née le 30 septembre 1987 à Palerme sur l'île de la Sicile, est une actrice italienne de cinéma et de théâtre.

## Filmographie partielle

### Au cinéma
- 2010 : L'ultimo re d'Aurelio Grimaldi
- 2012 : L'amore è imperfetto de Francesca Muci : Adriana
- 2016 : Mi rifaccio il trullo de Vito Cea

### A la télévision
- 2008 : Doppio gioco (téléfilm)
- 2009 : Agrodolce (it) (série télévisée) : Eleonora Scaffidi
- 2011 : La vita che corre (téléfilm) : Anna
- 2013 : Provaci ancora prof! (série télévisée) : Marta Cavalli
- 2013 : Rosso San Valentino (série télévisée) : Sofia Da Varano